# Mount Young, Antarktis
Mount Young är ett berg i Antarktis. Det ligger i Östantarktis. Nya Zeeland gör anspråk på området. Toppen på Mount Young är 790 meter över havet, eller 136 meter över den omgivande terrängen. Bredden vid basen är 0,68 km.
Terrängen runt Mount Young är huvudsakligen kuperad, men åt nordväst är den platt. Trakten är obefolkad. Det finns inga samhällen i närheten.